# Geochronologie

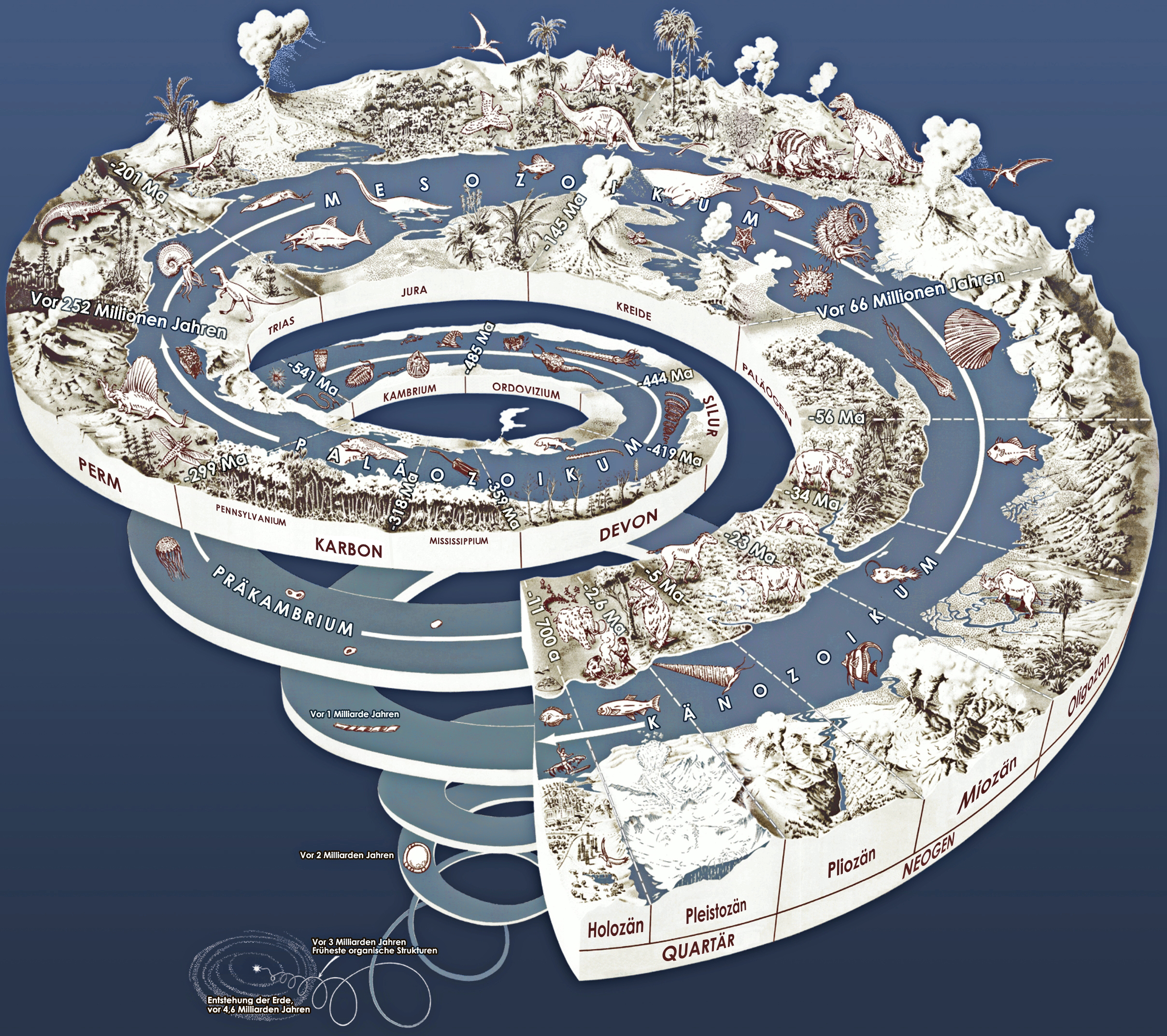
Geochronologická spirála

Geochronologie je jedna ze základních metod, pomocí které se v geologii určuje stáří hornin, minerálů a dalších přírodních objektů. K určení stáří se využívá radioaktivního rozpadu některých přírodních prvků jako například izotopu 238U na stabilní izotop 206Pb, který je závislý na stanovení přesného poločasu rozpadu, respektive na rozpadové konstantě lambda.
U geochronologie je nezbytný předpoklad, že rozpad je exponenciální a zcela nezávislý na změně chemických a fyzikálních podmínek a jejich změně. Stáří se určuje hlavně podle těžších radioizotopů, které mají dlouhý poločas rozpadu, jelikož stáří hornin často sahá až několik miliard let zpět. Nejvhodnější jsou pro geochronologii izotopy, které existují po celou dobu existence Země.
K tomu, aby se dala geochronologie aktivně využívat, je nutné splnit některé základní podmínky, mezi které patří, že studované vzorky musí být stejného stáří, a sledované vzorky musí pocházet z uzavřeného systému, aby během jeho existence nedošlo k migraci izotopů. Experimentálně musí být dostatečně určena rozpadová konstanta. Sledovaný vzorek musí být dostatečně reprezentativní pro sledovanou oblast a použitá metodika musí být dobře známá a přesná.
Mezi nejčastěji využívané metody patří určování stáří pomocí několika rozpadových řad. Patří mezi ně:
- Kalium-argonová metoda - využívá rozpadu 40K na 40Ar
- Argon-argonová metoda - sledování poměru 40Ar na 39Ar
- Rubidium-stronciová metoda - založena na rozpadu 87Rb na stabilní izotop 87Sr
- Samarium-Neodymová metoda - využívá rozpadu izotopu 147Sm na 143Nd, kterým se datuje až 4,5 miliardy let zpět
- Metoda uran-thorium-olovo - založena na rozpadu tří mateřských izotopů (238U, 235U, 232Th) se složitými rozpadovými řadami na stabilní izotopy olova 206Pb, 207Pb a 208Pb. Praktické využití je pro horniny starší jeden milión let.
- Radiouhlíková metoda - využívá rozpadu izotopu 14C, ale tato metodika se využívá pouze pro organickou hmotu, která není starší 50 000 let, některé prameny dokonce udávají pouze 25 000 let.